# David Hay
David Hay (* 29. Januar 1948 in Paisley, Central Lowlands) ist ein ehemaliger schottischer Fußballtrainer und -spieler, der vorwiegend im Mittelfeld agierte.

## Leben

### Spieler
Hay begann seine Profikarriere 1966 bei Celtic Glasgow und war somit ein Teil jener legendären Mannschaft der Hoops, die zwischen 1966 und 1974 neunmal in Folge die schottische Fußballmeisterschaft gewann. Hay war aber erst seit der Saison 1969/70 vollwertiges Mitglied der ersten Mannschaft, so dass ihm nur die Titelgewinne der Jahre 1970, 1971, 1972, 1973 und 1974 zugeschrieben werden.
Nach der Suspendierung von Tommy Gemmell durch Trainer Jock Stein im Oktober 1969 wurde Hay Stammspieler bei Celtic. Er entwickelte sich schnell zum Nationalspieler und bestritt zwischen 1970 und 1974 insgesamt 27 Länderspieleinsätze für die schottische Nationalmannschaft. Höhepunkt seiner Laufbahn in der Nationalmannschaft war die Teilnahme an der Fußball-Weltmeisterschaft 1974, bei der er alle Vorrundenspiele der Bravehearts bestritt.
Unmittelbar nach der Weltmeisterschaft wechselte Hay zum FC Chelsea, in dessen Reihen er seine aktive Laufbahn 1979 aufgrund einer Knieverletzung beendete.

### Trainer
Nach seiner aktiven Laufbahn begann Hay eine Trainertätigkeit im Nachwuchsbereich des FC Chelsea. Seinen ersten Profivertrag als Cheftrainer erhielt er beim FC Motherwell, mit dem ihm in der Saison 1981/82 der Gewinn der Zweitligameisterschaft und somit der Wiederaufstieg in die höchste Spielklasse gelang.
In den vier Spielzeiten zwischen 1983/84 und 1986/87 trainierte er die erste Mannschaft seines ehemaligen Vereins Celtic und gewann je einmal den Meistertitel und den Pokalwettbewerb.
Anschließend war Hay als Cheftrainer bei Lillestrøm SK im Einsatz, mit dem er 1989 die norwegische Fußballmeisterschaft gewann. Im März 2004 gewann er mit dem FC Livingston den Ligapokal; es ist der bisher einzige Titel in der Geschichte des 1943 gegründeten Vereins.

## Erfolge

### Als Spieler
- Schottischer Meister: 1970, 1971, 1972, 1973, 1974
- Schottischer Pokalsieger: 1971, 1974
- Schottischer Liga-Pokal: 1970

### Als Trainer
- Schottischer Meister: 1986
- Schottischer Pokalsieger: 1985
- Schottischer Liga-Pokal: 2004
- Meister der zweiten Liga Schottlands: 1982
- Norwegischer Meister: 1989